# Wolfgang Schmieder

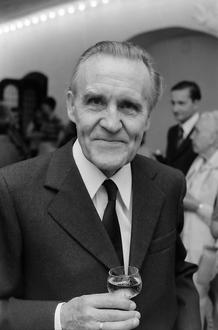

Wolfgang Schmieder (ur. 1901 w Bydgoszczy, zm. 1990 we Fryburgu Bryzgowijskim) – niemiecki muzykolog i historyk muzyki. Jego najważniejszym dokonaniem jest skatalogowanie dzieł jednego z najwybitniejszych kompozytorów w dziejach muzyki, Johanna Sebastiana Bacha.
Urodził się w Bydgoszczy, osiadł jednak w Niemczech. Od 1942 do 1963 r. pracował jako doradca w bibliotece Uniwersytetu im. Goethego we Frankfurcie nad Menem.
W 1950 r. opublikował w Lipsku katalog dzieł Johanna Sebastiana Bacha, zatytułowany Bach Werke Verzeichnis (w skr. BWV), nad którym pracował od 1946 r. Mimo późniejszych korekt i uzupełnień Bachowskiego dorobku, katalog opracowany przez Schmiedera stał się uniwersalną normą, podstawą dla badaczy i muzyków. W nieznacznie zmienionej formie funkcjonuje do dziś.
Zmarł w 1990 r. we Fryburgu Bryzgowijskim, gdzie mieszkał.